# Hatkóc
Hatkóc (szlovákul: Hodkovce) község Szlovákiában, a Kassai kerület Kassa-környéki járásában.

## Fekvése
Kassától 12 km-re, nyugat-délnyugatra fekszik.

## Története
1427-ben „Horhkowch” néven említik először, de a falu már a 14. században is létezett. A rajta keresztülfolyó Hudkó-patak neve már 1318-ban feltűnik az oklevelekben „Hothkou” alakban. 1427-ben kilenc portát számláltak a faluban, amely Semsey Ferenc birtoka volt. A 16. századtól a községet a környező településekhez hasonlóan sorozatosan érték a török támadások. Ezek következtében lakossága jelentősen lecsökkent, sokan elmenekültek. 1553-ban hat, 1564-ben négy portája volt. 1563-ban nagyobb török támadás érte, melynek következtében lakói északra menekültek. 1570-ben ez a terület is a török hódoltság része lett. Ebben az évben csak három fél portát írnak össze a településen, melyekben zsellérek laknak. Később a Csákyak hajdani szepesvári uradalmának központja volt.
A 18. század végén Vályi András így ír róla: „HATKÓTZ. Hatkovcze. Elegyes tót falu Abaúj Várm. földes Ura Semsey Uraság, lakosai katolikusok, fekszik a’ Kassai járásban, Jászó Újfalunak filiája, határja hegyes, és néhol soványas, más javai meglehetősek.”
Fényes Elek 1851-ben kiadott geográfiai szótárában így ír a faluról: „Hatkocz, tót falu, Abauj vmegyében, a szomolnoki országutban: 320 kath., 4 zsidó lak. F. u. Semsey Lajos, cs. k. aranykulcsos. Ut. p. Meczenzéf.”
Borovszky Samu monográfiasorozatának Abaúj-Torna vármegyét tárgyaló része szerint: „Hatkócz 33 házzal és 253 tót ajku lakossal. Postája Semse.”
A trianoni diktátumig Abaúj-Torna vármegye Kassai járásához tartozott. 1938-ban az egyik példája volt a csehszlovák fél érvelésének az 1910-es népszámlálási adatok megbízhatatlanságáról.

## Népessége
| Év:            | 1994. | 2004.   | 2014.    | 2024. |
| -------------- | ----- | ------- | -------- | ----- |
| Emberek száma: | 259   | 248     | 300      | 411   |
| Eltérés:       |       | -4,24 % | +20,96 % | +37 % |

| Év:            | 2023. | 2024.   |
| -------------- | ----- | ------- |
| Emberek száma: | 384   | 411     |
| Eltérés:       |       | +7,03 % |

1880-ban 251 lakosából 11 magyar és 224 szlovák anyanyelvű volt.
1890-ben 253 lakosából 18 magyar és 234 szlovák anyanyelvű volt.
1900-ban 240 lakosából 116 magyar és 123 szlovák anyanyelvű volt.
1910-ben 216 lakosából 177 magyar és 37 szlovák anyanyelvű volt.
1921-ben 208 lakosából 160 magyar és 45 csehszlovák volt.
1930-ban 232 lakosa mind csehszlovák volt.
1941-ben 222 lakosából 211 magyar és 11 szlovák volt.
1970-ben 256 lakosából 255 szlovák volt.
1980-ban 262 lakosából 261 szlovák volt.
1991-ben 269 lakosa mind szlovák volt. 
2001-ben 267 lakosából 265 szlovák és 2 magyar volt.
2011-ben 293 lakosából 283 szlovák volt.
2021-ben 339 lakosából 328 (+2) szlovák, 1 magyar, (+2) ruszin, 3 egyéb és 7 ismeretlen nemzetiségű volt.